# Heteralonia tephroleuca
Heteralonia tephroleuca är en tvåvingeart som först beskrevs av Friedrich Hermann Loew 1856.  Heteralonia tephroleuca ingår i släktet Heteralonia och familjen svävflugor. Inga underarter finns listade i Catalogue of Life.